# پرینستون (فلوریدا)
پرینستون (به انگلیسی: Princeton) یک منطقهٔ مسکونی در ایالات متحده آمریکا است که در شهرستان میامی-دید، فلوریدا واقع شده‌است. پرینستون ۱۹ کیلومتر مربع مساحت و ۲۲٬۰۳۸ نفر جمعیت دارد و ۳ متر بالاتر از سطح دریا قرار دارد.